# Vampire in New York
Vampire in New York (Originaltitel: Def by Temptation) ist ein US-amerikanischer Horrorfilm des Regisseurs und Produzenten James Bond III aus dem Jahr 1990 mit Kadeem Hardison, Samuel L. Jackson und Bill Nunn in den Hauptrollen.

## Handlung
Joel, ein Geistlicher wie sein verstorbener Vater, wurde von seiner religiösen Großmutter aufgezogen, nachdem seine Eltern bei einem Autounfall ums Leben gekommen waren. Joels bester Freund aus Kindertagen, K, hat seine religiöse Erziehung aufgegeben und ist nach New York City gezogen, um Schauspieler zu werden.
Joel ist vom Christentum desillusioniert und beschließt, nach New York zu reisen, um K zu besuchen. Während er auf Joels Ankunft wartet, besucht K eine Bar und lernt dort eine attraktive Frau kennen. Sie wird von den Barbesuchern und Barkeepern als ungewöhnliche Verführerin (engl. Temptress) bezeichnet, die viele Männer mit nach Hause nimmt. Was niemand weiß: sie tötet ihre Bekanntschaften nach dem Sex. Das erste Opfer der Verführerin ist ein frauenfeindlicher Barkeeper. Ihr zweites Opfer ist ein verheirateter Mann namens Norman, den sie mit AIDS ansteckt und ihn lebensgefährlich verletzt. Dieser steckt im Verlauf der Handlung seine Frau an, die ihn aus Rache für die Ansteckung und den Seitensprung tötet. Das dritte Opfer ist ein schwuler Mann namens Jonathan, den sie ebenfalls verführt. Ks Freund Dougy, ein Polizeibeamter der sich mit übernatürlichen Fällen befasst, bemerkt das Verschwinden der Männer und bringt es mit der geheimnisvollen Frau in Verbindung. Dougy sagt K, dass die Frau auf ihn „seltsame Schwingungen“ ausübe.
K und die Verführerin verbringen die meiste Zeit der Nacht zusammen in der Bar, er weigert sich jedoch, sie nach Hause zu begleiten – was ihm das Leben rettet. Er trifft Joe, der inzwischen in New York angekommen ist, und hilft ihm sich einzugewöhnen, dabei erzählt er ihm von der Begegnung. Am nächsten Abend besuchen die Freunde eine Bar, und während K auf der Toilette ist, trifft Joel auf die Verführerin. Als K zurückkommt gibt sie vor, diesen nicht zu kennen. Joel verabredet sich mit ihr für den nächsten Morgen. Als sie Joel am nächsten Tag abholt, tut sie weiterhin so, als würde sie K nicht kennen. Dieser ist frustriert und stellt sie wegen ihrer Täuschung zur Rede, als er bemerkt, dass sie kein Spiegelbild hat. Sie wird feindselig und verschwindet mit Joel.
In der Bar erzählt K Dougy von seinem Erlebnis und beide gehen vergangene Fälle durch. Sie gehen zur Wahrsagerin Madam Sonya, die ihnen offenbart, dass die unbekannte Frau ein Sukkubus sei, der Männer ermordet, die untreu sind. Während der Sitzung ergreift der Sukkubus Besitz von Sonya und bedroht K und Dougy. K beschließt, Joel von seinem früheren Treffen mit der Verführerin in der Bar zu erzählen, und dass sie nicht die ist, für die sie sich ausgibt, doch Joel weigert sich, die Anschuldigungen zu glauben. K rät Joel jedoch, er solle zu seiner Sicherheit nach Hause gehen und bittet Joels Großmutter um Unterstützung und nach New York zu kommen.
In einer Bar, in dem der Sukkubus nach weiteren Opfern Ausschau hält, bitten Dougy und K den Barmann gesegnetes Weihwasser in das Getränk der Frau zu mischen, was zur erwarteten Reaktion führt. Sie flüchten aus der Bar, doch Ks Fahrzeug ist verschwunden – die beiden trennen sich darauf. Dougy wird von einem Auto verfolgt und auf dessen Rückbank gezwungen. Das Fahrzeug wird vom verwandelten Barmann gelenkt und auf dem Rücksitz wird er von einem weiteren Dämon angegriffen.
K der inzwischen zuhause angekommen ist, wird in seinen Fernseher gesaugt und Blut und Eingeweide kommen aus dem Bildschirm – K ist im Gerät gefangen.
Joel wurde inzwischen im Haus der „Verführerin“ unter Drogen gesetzt. In einem Wahntraum sieht Joel die Verführerin in seinem Bett und sein toter Vater kommt in sein Schlafzimmer. In diesem Moment wacht er auf und die angereiste Großmutter kommt in den Raum – sie wird sofort vom Sukkubus attackiert. Joel wehrt den Dämon mit einem Kreuz ab und tötet ihn schließlich. Joel und seine Großmutter fallen sich in die Arme.
In einer Schlusssequenz kommt Dougy in einer Limousine, die von K gefahren wird, in der Bar an. Er nimmt Platz und eine Frau zündet ihm eine Zigarette an. Er begreift, dass er und K sich in männliche Dämone verwandelt haben. In einer wiederkehrenden Traumsequenz rennt Joel durch die verrauchten Straßen von New York.

## Produktion
James Bond III war sowohl Produzent, Regisseur und Drehbuchautor des Films, in dem er Joel Garth spielte. Der von Bonded Filmworks und Orpheus Pictures produzierte und von Troma Entertainment vertriebene Film kam am 11. Mai 1990 in die US-amerikanischen Kinos und spielte am Eröffnungswochenende $54.582 US-Dollar ein. Insgesamt spielte der Film etwa 2,2 Millionen US-Dollar ein, bei einem Produktionsbudget von 5 Millionen US-Dollar. In Deutschland erschien der Film am 7. Februar 1991 im Verleih von Metropol im Kino und am 15. Juni 1999 auf dem ehemaligen Bezahlfernsehsender DF1 erstmals im deutschen Fernsehen.
Der 1988 in vier Wochen primär in Brooklyn gedrehte Film wurde im Jahr 1990 auf Video in den Vereinigten Staaten von SGE Home Video und Starmaker Entertainment veröffentlicht. In Deutschland erschien der Film 1991 von Empire Video auf Video mit einer FSK-Freigabe von 16. Eine DVD-Video-Version erschien 1998 von Troma Team Video in den USA und eine weltweite Veröffentlichung auf DVD und Blu-ray erfolgte durch Vinegar Syndrome im Jahr 2018. In Deutschland wurde eine 91 Minuten lange Fassung des Films als „Director’s Cut“ von Reaktor Entertainment auf DVD-Video veröffentlicht. Der Film ist über diverse Video-on-Demand-Plattformen verfügbar. Der zwölf Titel umfassende Soundtrack erschien im Februar 1990 bei Orpheus Records. Die Laufzeit des Films wird ja nach Schnittfassung mit 91 Minuten bis zu 95 Minuten angegeben.
Im Gegensatz zu anderen Low-Budget-Filmen, die von Troma Entertainment vertrieben wurden, wurden im Film Schauspieler der Screen Actors Guild eingesetzt und Spike Lees Kameramann Ernest R. Dickerson war für die Kameraarbeit zuständig. Ursprünglich wollte Troma den Film während des Black History Month im Februar 1990 herausbringen, um ihn mit der Veröffentlichung des Soundtrack-Albums zusammenfallen zu lassen. Stattdessen wurde der Film am 27. April 1990 auf dem Los Angeles International Film Festival des American Film Institute uraufgeführt, bevor er schließlich im Mai in die Kinos kam. Der Soul-Sänger Freddie Jackson steuerte das Titellied All Over You bei und hat selbst einen kurzen Cameo-Auftritt im Film.
Der Abspann des Films enthält eine Widmung Bonds an dessen Großvater James Bond Sr. und dessen Vater James Bond Jr., die 1982 bzw. 1979 verstorben waren. Samuel L. Jackson und Michael Michele hatten in dem Film eine ihrer ersten Rollen vor der Kamera.

## Rezeption
Cinema nennt den Film ein „Kleines Meisterwerk des Independent-Kinos“. Richard Harrington, Kritiker der Washington Post, lobte den Film und schrieb, er enthalte „einige vertraute Konventionen, aber Bond bringt in ‚Def‘ Tiefe und emotionale Details, die in solchen Filmen normalerweise fehlen“. Janet Maslin von der New York Times beschrieb den Film als „bemerkenswert zahm“ für eine Troma-Entertainment-Produktion und lobte die Leistungen der Darsteller, kritisierte aber die Spezialeffekte und erklärte: „[Bonds] Film ist denkwürdiger für seinen schieren Ehrgeiz und seinen gelegentlich auffälligen Stil als für seine Umsetzung.“

## Synchronisation
Die deutschsprachige Synchronisation erfolgte durch die Magma Synchron in Berlin. Das Dialogbuch stammt von Waltraut Brückner, die Dialogregie führte Joachim Kunzendorf.
| Schauspieler         | Rolle                  | Deutsche Stimme     |
| -------------------- | ---------------------- | ------------------- |
| James Bond III       | Joel                   | Benjamin Völz       |
| Kadeem Hardison      | ‘K’                    | Tobias Meister      |
| Bill Nunn            | Dougy                  | Thomas Wolff        |
| Samuel L. Jackson    | Prediger Garth         | Joachim Pukaß       |
| Minnie Gentry        | Großmutter             | Evelyn Meyka        |
| Rony Clanton         | Norman                 | Michael Pan         |
| Steven Van Cleef     | Jonathan               | Christian Toberentz |
| John Canada Terrell  | Barkeeper Nr. 1        | Thomas Petruo       |
| Guy Davis            | Barkeeper Nr. 2        | Nicolas Böll        |
| Cynthia Bond         | Verführerin/ Temptress | Monica Bielenstein  |
| Freddie Jackson      | Er selbst              | Klaus Lochthove     |
| Melba Moore          | Madam Sonya            | Heike Schroetter    |
| Sundra Jean Williams | Mrs. Garth             |                     |
| Michael Rivera       | homosexuelles Opfer    |                     |